# Rune Svensson
Rune Svensson, född 1925 i Umeå, död okänt år, var en svensk målare och tecknare. 
Svensson var som konstnär autodidakt och gick den långa vägen för att bli konstnär, detta var en erfarenhet som han fick stor nytta av när han arbetade som konstpedagog i ABF:s regi. Han var en drivande kraft bland en grupp konstnärer, konstpedagoger och författare som arbetade efter den tyska Bauhaus-skolans idéer och skapade konstpedagogiska experiment under samlingsnamnet Skapande lek. Han var periodvis lärare vid målarskolan i Villa Thalassa i Helsingborg och Labyrintens målarskola i Siggestorp. Under en resa till Frankrike gjorde han bekantskap med kubisten Albert Gleizess målningar och det medförde att han skapade en egen kubistisk stil och i början av 1950-talet visade han ett stort beroende av Jacques Villons arbeten. Separat ställde han bland annat ut i Norrköping och Helsingborg. Tillsammans med keramikern Rolf Palm ställde han ut i Norrköping och tillsammans med John Wipp i Örebro samt med Eric Cederberg i Linköping. Han medverkade sedan början av 1950-talet i flera av Kulla-konst utställningar i Höganäs och med Helsingborgs konstförening på Vikingsbergs konstmuseum samt i grupputställningen De ungas på Galerie Æsthetica i Stockholm. Hans konst består av nonfigurativa kompositioner i små intima format. Svensson är representerad vid Norrköpings konstmuseum. 